# Филип Жмахер
Филип Жмахер (22. јануар 1966) српски је певач. 
Прославио се учешћем на разним фестивалима у бившој Југославији (Београдско пролеће, Сунчане скале, МЕСАМ, Будвански фестивал), на простору бившег Совјетског Савеза, нпр. побеђује на Славјанском базару у Белорусији. Године 1998. године објавио је албум Бесконачно, односно MCMXCVIII - ∞.
Врхунац славе доживео је деведесетих година 20. века, а 2001. године због супруге Анастасије Жмахер се сели у Украјину и живи у Кијеву. Анастасија је такође певачица. Враћа се у Београд са супругом и ћерком Леном, а потом се разводи.
Године 2024. године појављује се у епизоди Државног посла под називом Посао не сме да трпи.

## Дискографија

### Албуми
- MCMXCVIII - ∞(1998)

### Синглови и фестивалске песме
- They are coming (1992)
- И овај дан ће проћи (1994)
- Ти си мој порок (1996)
- Црвена и бела боја (2000)
- Најлепшој (2022)
- Опрости ми (2022)
- Чујемо се сутра (2023)

## Фестивали
МЕСАМ:
- Колико ми у животу значиш, '91
- Ловац на снове, награда за интерпретацију, '92
- Молим за опроштај, '94

Југовизија:
- Земља анђела (дует са Надом Цезар), '92

Београдско пролеће:
- Хиљаду година (као члан групе Алеја пројекат), '92
- И овај дан ће проћи, '94
- Опрости ми, 2022

Пјесма Медитерана, Будва:
- Ти си мој порок, '94

Интерфест, Битола:
- Буди мој вечен сон, '94

Славянский базар, Белорусија:
- Тысяча лет / One thousand years, победник фестивала, '95
- Ове ноћи једна жена мирно спава, гост фестивала, 2002

Сунчане скале, Херцег Нови:
- Молитва, победничка песма, '95

Фестивал војничких песама и корачница, Београд:
- Једна је отаџбина, 2001

Песма за Евровизију:
- Чујемо се сутра, 2023